# پیتر میلیکان

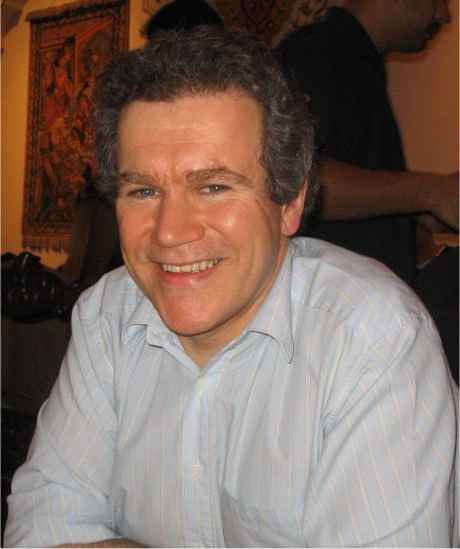
پیتر Millican

پیتر میلیکان (به انگلیسی:Peter Millican) (متولد ۱ مارس ۱۹۵۸) استاد فلسفه در کالج هرتفورد در دانشگاه آکسفورد انگلستان است. علایق او شامل فلسفهٔ دیوید هیوم، فلسفه دین، فلسفه، معرفت‌شناسی و فلسفه اخلاق است. میلیکان به خاطر کار در مورد دیوید هیوم و تصدی موقعیت همکار سردبیر مجله مطالعات هیوم از سال ۲۰۰۵ تا ۲۰۱۰ شناخته شده‌است. او همچنین یک استاد بزرگ بین‌المللی شطرنج و دارای علاقهٔ فراوان به محاسبات و ارتباط آن با فلسفه است.

## تحصیلات
پیتر میلیکان در مدرسه تربیت بدنی بریتانیا در کنت، انگلستان حضور داشت. او ریاضیات و سپس فلسفه و الهیات را در کالج لینکلن، آکسفورد از ۱۹۷۶–۱۹۸۰ خواند. در سال ۱۹۸۲ از کالج لینکلن در فلسفه B.Phil (با پایان‌نامه در منطق فلسفی) فارغ‌التحصیل شد. سپس دکترای خود را با پایان‌نامه در مورد هیوم، القایی و احتمال، و همچنین یک کارشناسی ارشد تحقیق در علوم کامپیوتر، کسب کرد.